# Oxalis sanromanii
Oxalis sanromanii là một loài thực vật có hoa trong họ Chua me đất. Loài này được Phil. mô tả khoa học đầu tiên năm 1893.